# Zlateče
Zlateče – wieś w Słowenii, w gminie Vojnik. W 2018 roku liczyła 128 mieszkańców.